# سیارک ۲۳۷۱۷
سیارک ۲۳۷۱۷ (به انگلیسی: 23717 Kaddoura، نامگذاری:1998FW118) بیست و سه هزار و هفتصد و هفدهمین سیارک کشف شده‌است که در ۳۱ مارس ۱۹۹۸ کشف شد.
قدر مطلق سیارک برابر ۱۲.۳ است.